# Kup Hrvatske u dvoranskom hokeju za žene 2007.
Kup Hrvatske u dvoranskom hokeju za 2007. za žene. Kup su osvojile igračice Zrinjevca.
Zbog malog broja registriranih klubova, igrala se samo jedna utakmica, 16. prosinca 2007., koji je ujedno bio i završnica.
Igralo se u Sv. Ivanu Zelini.
Igračice "Zrinjevca" su pobijedile igračice domaće "Viktorije" s 4:1 (1:1).